# Oznaczenia taboru tramwajowego w Berlinie
Oznaczenia taboru tramwajowego w Berlinie – system oznaczeń taboru w Berlinie, stolicy Niemiec.

## Historia
13 grudnia 1920 r. nastąpiło połączenie przedsiębiorstw Große Berliner Straßenbahn, Berliner Elektrischen Straßenbahnen i Straßenbahnen der Stadt Berlin w Berliner Straßenbahn. 1 stycznia 1929 r. zmieniono nazwę na Berliner Verkehrsbetriebe (BVG). Ponieważ każdy z wcześniejszych przewoźników stosował odmienne systemy oznaczania swoich wagonów, w 1934 r. BVG wprowadziło nowy system oznaczeń dla wagonów silnikowych i doczepnych. Oznaczenie zasadniczo zawierało informacje o rodzaju wagonu oraz roku produkcji lub modernizacji.

## Oznaczenie
Oznaczenie składa się z liter i cyfr. Pierwsza litera wskazuje, czy jest to wagon silnikowy (T – Triebwagen), czy doczepny (B – Beiwagen). Po literze może się pojawić jedna lub dwie litery określające typ. Używano następujących liter:
- D – wagon z wózkami standardowymi (Drehgestellwagen)
- F – wagon z wózkami ramowymi (Fahrgestellwagen)
- M – wagon z wejściem pośrodku (Mitteleinstiegswagen)
- S – wagon dawnego przewoźnika SSB (Wagen der SSB)
- G – wagon przegubowy (Gelenkwagen)
- E – wagon jednokierunkowy (Einrichtungswagen)
- Z – wagon dwukierunkowy (Zweirichtungswagen)
- O – wagon z otwartymi platformami (offene Einstiegsplattform)

Kolejne miejsce w oznaczeniu zajmował skrócony zapis roku budowy lub modernizacji. Lata renowacji oddzielano ukośnikiem. Dalej dodawano literę U oznaczającą modernizację lub literę S, która była używana w odniesieniu do konstrukcji specjalnych.
Symbole w oznaczeniu nie były stosowane jednolicie. Wagony Maximum oznaczano początkowo jako TD (później TD 07/25), TDS (później TDS 08/24) i TDO. Z kolei tzw. Schützenwagen oznaczone wcześniej jako typ 1927 zostały przemianowane na TM 33, TM 34 i TM 36, bez uwzględnienia roku produkcji. Wagony modernizowane albo oznaczano rokiem remontu, albo literą U na końcu, przy czym U używano głównie w odniesieniu do wagonów de facto zbudowanych od podstaw.
Przykłady:
- T 24: wagon silnikowy, zbudowany w 1924 r
- TF 13/25: wagon z wózkiem ramowym, zbudowany w 1913 r., przebudowany w 1925 r.
- TM 31 US: wagon z wejściem pośrodku, rok produkcji 1931, wagon zmodernizowany, konstrukcja specjalna

Po podziale Berlina i przedsiębiorstwa BVG oznaczenia stosowano zarówno w BVG-West, jak i w BVG-Ost. W jednym przypadku BVG-West odeszło od przyjętego schematu, oznaczając swoje wagony silnikowe Maximum, które przebudowano na trzyosiowe tramwaje przegubowe, jako typ T 3 F 50.
Chociaż Berliner Verkehrsbetriebe przy zakupie tramwajów KT4D zrezygnował z zastosowania własnego oznaczenia i przyjął oznaczenie producenta, do schematu powrócono przy zakupie nowych tramwajów niskopodłogowych. Tramwaje te oznaczone są literami GT (Gelenktriebwagen), następnie liczbą osi i rokiem rozpoczęcia produkcji, oddzielonymi myślnikiem.
Przykład:
- GT6-94 dla pierwszych dostarczonych tramwajów serii GTxN/M/S
- GT8-08 dla siedmioczłonowego Flexity Berlin